# ميان أباد (شهر أباد)
میان أباد (بالفارسية: میان‌آباد) هي قرية تقع في إيران في Shahrabad Rural District.